# بین جهان‌ها
بین جهان‌ها (به انگلیسی: Between Worlds) یک فیلم سینمایی هیجان انگیز و ماوراء طبیعی محصول سال ۲۰۱۸ کشور اسپانیا با بازی نیکلاس کیج و به کارگردانی ماریا پولرا است. این فیلم در تاریخ ۲۱ دسامبر ۲۰۱۸  منتشر شد.
فیلمبرداری از پایان اوت ۲۰۱۷ آغاز شد. در سوئد و آلاباما انجام شد.

## چکیده داستان
داستان فیلم دربارهٔ مردی به نام جو (نیکولاس کیج) است. او راننده کامیون است و بعد از دست دادن همسرش آدم گوشه‌گیری شده تا زمانی که با زنی به نام جولی آشنا می‌شود و…

## مشروح داستان
در توقف‌گاه کامیون‌داران در آلاباما، رانندهٔ کامیونی به نام جو میجرز، وارد کافه‌ای می‌شود و با صحنه‌ای روبه‌رو می‌شود که در آن زنی به نام جولی در حال خفه‌شدن به‌دست مردی دیگر است. جو مداخله کرده و مرد را کنار می‌کشد، اما جولی توضیح می‌دهد که خودش از آن مرد خواسته بوده او را خفه کند. او از تجربه‌ای دوران کودکی‌اش می‌گوید که در آن نزدیک بود غرق شود و تجربه‌ای خارج از بدن را از سر گذراند و وارد دنیای ارواح شد. حالا که دخترش بیلی پس از یک تصادف موتورسیکلت در کما به‌سر می‌برد، جولی، در تلاشی ناامیدانه برای نجات او، تلاش می‌کرد با خفه‌شدن، روح بیلی را در دنیای دیگر بیابد و به بدنش بازگرداند. جو که همسر و دخترش را در حادثه‌ای از دست داده، جولی را به بیمارستان می‌برد و در همان‌جا شاهد ایست قلبی بیلی می‌شود. جولی از جو می‌خواهد او را خفه کند تا به دنیای ارواح رفته و روح بیلی را بازگرداند. جولی موفق می‌شود و بیلی از مرگ نجات می‌یابد.
جو همراه جولی به خانه بازمی‌گردد و با وجود خستگی شدید، با او رابطه برقرار می‌کند. او چند روزی نزد جولی می‌ماند و در نتیجه به‌دلیل تأخیر در انجام وظایف کاری، از شغلش اخراج می‌شود. خودش را بی‌کامیون، بی‌ارزش می‌داند. بیلی از بیمارستان مرخص می‌شود. هرچند بدنش در حال بهبودی است، اما رفتار عجیبش توجه جولی و دوستانش مایک و ریک را جلب می‌کند. بیلی به‌طور نامتعارف به جو ابراز علاقه می‌کند و گرچه او سردرگم است، اما بی‌میل هم نیست. زمانی که جولی برای گرفتن وسایل جو نزد کارفرمایش به شهر می‌رود، بیلی حقیقتی شگفت‌انگیز را با جو در میان می‌گذارد: او بیلی نیست، بلکه روح همسر مرحوم جو، مری، است که بدن بیلی را تسخیر کرده است. جو نیز به‌سرعت حرفش را باور می‌کند و با او وارد رابطه‌ای پنهانی می‌شود.
جولی که به رفتار جو و بیلی شک کرده، با پرستاری که دربارهٔ دنیای ارواح اطلاعات دارد، مشورت می‌کند. پرستار به او می‌گوید که روح بازگشته به بدن بیلی، متعلق به بیلی نیست و احتمالاً روح همسر مردی است که اخیراً با جولی در تماس بوده. در همین زمان، جو و بیلی/مری در خانه رابطه‌ای پرشور دارند. جو حین رابطه، به دنیایی خیالی یا خاطره‌ای از گذشته کشیده می‌شود که در آن با مری هم‌آغوش است. جولی به خانه بازمی‌گردد. جو با اضطراب به او می‌گوید صدایی که شنیده، صدای گربه است. جولی می‌گوید: «ما گربه نداریم»، و وارد اتاق شده و آن‌ها را در حال رابطه می‌بیند. او با عصبانیت از جو می‌خواهد که به او در بیرون‌کردن روح مری از بدن دخترش کمک کند. اما بیلی/مری با ضربه‌ای جولی را بی‌هوش کرده و از جو می‌خواهد با او فرار کند.
آن‌ها قصد دارند از مایک و ریک سرقت کنند. جو به مایک (که به بیلی علاقه دارد) ضربه می‌زند و با ریک درگیر شده، به‌طور تصادفی او را می‌کشد. بیلی/مری پول‌ها را برمی‌دارد و جو را به خرابهٔ خانه‌ای که زمانی با مری و دخترشان سارا در آن زندگی می‌کردند می‌برد—خانه‌ای که طی آتش‌سوزی‌ای مرگبار و به‌ظاهر تصادفی، مری و سارا در آن جان باختند. در این میان، مایک به‌سراغ جولی می‌رود و از او حقیقت مبادلهٔ ارواح را می‌شنود. در خانهٔ سوخته، جو با دیدن جعبهٔ موسیقی سارا منقلب می‌شود و خودش را مسئول مرگ همسر و دخترش می‌داند. او و بیلی/مری عهد می‌بندند که رابطه‌شان را از نو بسازند. اما مایک و جولی به خانه می‌رسند و آن‌ها را با اسلحه تهدید می‌کنند. بیلی/مری اسلحه‌اش را به سوی جولی می‌گیرد و اعتراف می‌کند که سارا را کشته و عمداً خانه را به آتش کشیده، چون نمی‌توانسته تنهایی را تحمل کند. جولی به او نزدیک می‌شود، اما بیلی/مری به او شلیک می‌کند. جولی با آخرین توان خود، روح مری را به دنیای مردگان بازمی‌گرداند و روح بیلی به بدنش بازمی‌گردد.
جو که از حقیقت مرگ سارا به‌شدت متأثر شده، جعبهٔ موسیقی او را در آغوش گرفته و با فریاد نامش را صدا می‌زند. سپس خود را با بنزین می‌پوشاند، سیگاری روشن می‌کند و خود را به آتش می‌کشد. اما بی‌آن‌که دردی حس کند، سیگار را روی پوستش خاموش می‌کند و خانه برای دومین بار در آتش می‌سوزد. بیلی و مایک از صحنه می‌گریزند و جسد جولی را جا می‌گذارند. در پایان‌بندی، فلش‌بکی از زندگی پیشین جو دیده می‌شود که در آن پدر آزارگرش را با شلیک گلوله می‌کشد.

## بازیگران
- نیکلاس کیج در نقش جو
- فرانکا پوتنته در نقش جولی
- پنلوپه میچل در نقش بیلی
- گرت کلیتون در نقش مایک
- لیدیا هرست در نقش مری
- دیوید لی اسمیت در نقش کربی
- بریت شاو در نقش لتی
- هاپر پن در نقش ریک
- اریک اسکارابین در نقش کانتر گای
- کامرون جیمز مک اینتایر در نقش جوان جو
- پاریس براوو در نقش جولی جوان[۴][۵][۶]